# All-Ireland Senior Hurling Championship 1896
L'All-Ireland Senior Football Championship 1896 fu l'edizione numero 10 del principale torneo di hurling irlandese. Tipperary batté Dublino in finale, ottenendo il terzo titolo della sua storia.

## Formato e regolamento
Parteciparono 7 squadre, tre per il Leinster e quattro per il Munster. Le vincitrici dei tornei provinciali si sarebbero incontrate nella finalissima All-Ireland.
Per quanto concerne il regolamento, la GAA stabilì che il goal sarebbe valso 3 punti anziché 5.

## Torneo
Leinster Senior Hurling Championship
| Semifinale | Dublin | – | Offaly |  |

| Finale | Dublin | 1-8 – 0-6 | Kilkenny |  |

| Finale replay | Dublin | 4-6 – 0-0 | Kilkenny |  |

Munster Senior Hurling Championship
| Semifinale | Tipperary | 5-1 – 0-1 | Clare | Kilmallock |

| Semifinale | Cork | 2-5 – 1-2 | Limerick | Tipperary |

| Finale | Tipperary | 1-3 – 1-3 | Cork | Kilmallock |

| Dublino Finale replay | Tipperary | 7-9 – 2-3 | Cork | Jones's Road |

All-Ireland Senior Hurling Championship
| Dublino 27 marzo 1898 Finale | Tipperary        | 8-14 – 0-4 | Dublin | Jones's Road (c.8,000 spett.)\| Arbitro: \| D. Wood (Dublin) \| |
| Arbitro:                     | D. Wood (Dublin) |            |        |                                                                 |

- Per la prima volta una finale del Munster Championship finì in pareggio e andò al replay. Non fu tuttavia il primo replay, che si era già giocato nel 1891, anche se in seguito a una protesta del Kerry.
- Lo scarto di punti tra vincitori e sconfitti (34) è il più alto di sempre mai fattosi registrare in una finale All-Ireland.